# Symphurus tessellatus
Symphurus tessellatus är en fiskart som först beskrevs av Jean René Constant Quoy och Joseph Paul Gaimard 1824.  Symphurus tessellatus ingår i släktet Symphurus och familjen Cynoglossidae. Inga underarter finns listade i Catalogue of Life.